# Hohn (Eitorf)
Hohn ist ein Ortsteil der Gemeinde Eitorf im Rhein-Sieg-Kreis.

## Lage
Hohn liegt auf der Mertener Höhe im Nutscheid. 

## Einwohner
Von 1816 bis 1934 gehörte Hohn zur Gemeinde Merten.
1830 wohnten im Ort 38 Personen.
1845 gab es hier sieben Haushalte mit 31 katholischen Einwohnern.
1885 hatte Hohn sieben Haushalte und 38 Einwohner.
1910 hatte Hohn die Haushalte Ackerer Johann Wilhelm Kremer, Rottenarbeiter Anton Quadt, Ackerer Bertram Quadt, Rottenarbeiter Josef Schneider, Rottenarbeiter Franz Weiden und Tagelöhner Heinrich Weiden verzeichnet.
1925 waren hier fünf Haushalte verzeichnet: Bahnarbeiter Josef Kuhl, Ackerer Karl Kremer, Ackerin Witwe Katharina Quadt, Bahnarbeiter Josef Schneider und der Invalide Heinrich Weiden.